# 세계수의 미궁 IV: 전승의 거신
《세계수의 미궁 IV: 전승의 거신》는 아틀러스가 제작한 던전 탐험 롤플레잉 비디오 게임이다. 《세계수의 미궁》 시리즈 네 번째 작품으로 닌텐도 3DS 플랫폼으로 개발됐다. 일본서 2012년 7월 5일 처음 출시됐다. 북미 및 유럽 지역에선 《에트리안 오디세이 IV: 거신의 전설》이라는 제목으로 발매됐다.
전작의 배를 대신해 비행선을 타고 오버월드 하늘을 탐험할 수 있으며 진행상황에 따라 비행할 수 있는 고도가 높아진다. 적들의 스프라이트가 고정된 2D 이미지 대신 3D 모델로 교체됐다.

## 반응
《세계수의 미궁 IV: 전승의 거신》은 리뷰 애그리게이터 웹사이트 메타크리틱에서 84/100점을 기록해 "대체적으로 긍정적인 평가"를 받았다.

## 참조

### 내용주
1. ↑  일본어: 世界樹の迷宮IV 伝承の巨神
2. ↑  영어: Etrian Odyssey IV: Legends of the Titan